# PubSubHubbub
PubSubHubbub е отворен протокол за Интернет комуникация от вида publish/subscribe (pub/sub, „публикуване/абонамент“). Протоколът разширява вече съществуващите Atom и RSS протоколи за пренасяне на емисии от данни. Главната му цел е да предостави почти моментално известяване за настъпили промени в информационния поток, с което се подобрява типичната ситуация, в която даден клиент на емисии периодично изпраща заявки до сървъра.

## Характеристики на протокола
PubSubHubbub представлява екосистема от издатели (publishers), абонати (subscribers) и хъбове (hubs) .
Абонатът първоначално издърпва Atom- или RSS-емисията по стандартния начин, тоест като изпрати заявка към сървъра, съдържащ емисията. Тогава абонатът проверява емисията и ако тя съдържа препратки (URL) към хъб, може да се абонира за емисията директно чрез препратката към хъба. Хъбът валидира заявката и записва абоната към списъка с абонати към дадената емисия.
Издателите от своя страна излагат съдържанието си като Atom- или RSS-емисия, но изпращат емисията не към абонатите, а към хъб, който от своя страна препраща получената емисия от издателя към абонатите, абонирали се за нея през хъба.
Пример:
1. Издател се регистрира към избран от него хъб.
2. Абонат се абонира през хъба за дадена емисия на издателя. Хъбът прави потвърждение и го добавя в списъка с абонатите за дадената емисия.
3. Издателят се свързва с хъба и го информира за новото съдържание от емисията.
4. Хъбът приема новото съдържание и проверява списъка с абонати, абонирали се за емисията, след което предприема действие по изпращане на новото съдържание към абонатите.
5. Абонатите получават новото съдържание и го обработват.

Всичко това става в реално време, което означава почти моментално получаване на новото съдържание от издателя при всички абонирани за емисията.